# Francisco de la Torre Díaz
Ne doit pas être confondu avec Francisco de la Torre Prados.
Pour les articles homonymes, voir La Torre.
Francisco de la Torre Díaz, né le 22 juillet 1972 à Madrid, est un homme politique espagnol membre de Ciudadanos.
Il est élu député de la circonscription de Madrid lors des élections générales de décembre 2015.

## Biographie

### Vie privée
Il nait à Madrid le 22 juillet 1972 et parle le castillan, le français et l'anglais. Il est marié et père de deux enfants.

### Profession
Francisco de la Torre Díaz est titulaire d'une licence en droit et d'une licence en sciences économiques obtenue à l'université pontificale de Comillas. Il arrive premier de sa promotion au concours des inspecteurs des finances de l'État en 1999. Il exerce alors en tant qu'administrateur de l'Agence nationale de l'administration fiscale (AEAT) puis comme inspecteur des finances et directeur d'équipes d'inspection.
Il obtient un diplôme de haute spécialisation en fiscalité internationale et fiscalité financière à l'Institut des Études fiscales puis devient professeur au sein de cet institut. Participant à divers conférences et forums ainsi qu'à des revues écrites, il est secrétaire général et porte-parole de l'Organisation professionnelle des inspecteurs des finances entre 2008 et 2012.

### Activités politiques
Il se présente en juillet 2015 aux primaires internes au parti visant à désigner les candidats dans la circonscription de Madrid en vue des élections générales du mois de décembre. Il est investi en deuxième position sur la liste madrilène et est élu député au Congrès des députés. À l'ouverture de la XIe législature, il est élu président de la commission des Budgets. Il siège en outre comme porte-parole à la commission des Finances et de la Fonction publique et porte-parole adjoint à la commission de l'Économie, de l'Industrie et de la Compétitivité. Il est réélu en juin 2016 et à nouveau chargé de présider la commission des Budgets.
À l'occasion du deuxième congrès de Ciudadanos en janvier, il est chargé des Finances au sein du comité exécutif national de la formation centriste.